# 19007 Nirajnathan
19007 Nirajnathan (2000 RD68) là một tiểu hành tinh vành đai chính được phát hiện ngày 2 tháng 9 năm 2000 bởi nhóm nghiên cứu tiểu hành tinh gần Trái Đất phòng thí nghiệm Lincoln ở Socorro.
Nó được đặt tên cho Niraj Rama Nathan.